# Michael Nouri
Michael Nouri, född 9 december 1945 i Washington, D.C., är en amerikansk skådespelare med irakiskt ursprung.

## Filmografi i urval
- 1983 – Flashdance
- 2000 – Vem är Forrester?
- 2003 - NCIS (TV-serie)
- 2003 – OC (TV-serie)
- 2004 – The Terminal
- 2006 – Invincible
- 2007–2011 – Damages (TV-serie)
- 2009 – The Proposal
- 2018 – American Crime Story – Mordet på Gianni Versace (TV-serie)
- 2022 – The Watcher (TV-serie)